# Поред тебе
Поред тебе је српски драмски трилер из 2023. године у режији Стевана Филиповића. Наставак је филма Поред мене (2015).
Светска премијера филма била је на 70. Пула филм фестивалу 18. јула 2023. године. Регионална премијера у Србији је одржана 6. септембра исте године.

Наставак, Поред нас, премијерно је приказан 2024. године.
Последњу улогу одиграо је Власта Велисављевић.

## Радња
Филм представља наставак филма Поред мене, а радња се одвија пет година након првог дела, за време пандемије коронавируса. Прича је усредсређена на Ксенију (Мина Николић), младу новинарку таблоида која креће у потрагу за несталим другом из разреда у доба „закључавања”. Ксенија из разговора преко Зума, Скајпа и тако даље, са потенцијалним осумњиченима или људима који можда нешто знају и имају неке трагове, покушава да извуче оно што је битно да реши ту мистерију.

## Улоге
| Глумац                 | Улога               |
| ---------------------- | ------------------- |
| Мина Николић           | Ксенија             |
| Миријам Марголис       | бака Вера           |
| Исидора Симијоновић    | Јелена              |
| Никола Ракочевић       | Новица              |
| Никола Глишић          | Страхиња            |
| Бранислав Трифуновић   | Вук                 |
| Милица Мајкић          | Јелена              |
| Милош Петровић Тројпец |                     |
| Андреј Пиповић         | Матија              |
| Дарко Ивић             | Тадија              |
| Светлана Бојковић      |                     |
| Горица Регодић         | Исидора             |
| Арно Хумберт           | Доминик             |
| Лука Бабић             |                     |
| Никола Драгутиновић    | Срба                |
| Славиша Ивановић       | инспектор Међедовић |
| Горан Јевтић           |                     |
| Јелена Кесић           | Ана                 |
| Урош Нововић           | Динкић              |
| Катарина Пешић         | Бојана              |
| Милица Петровић        | Уна                 |
| Јована Плескоњић       | Искра               |
| Тихомир Станић         |                     |
| Алек Суртов            | Паја                |
| Власта Велисављевић    |                     |
| Милош Влалукин         |                     |
| Растко Вујисић         | Раша                |
| Јован Здравковић       | Лука                |